# Caranx hippos
Caranx hippos o macoa es una especie de peces de la familia Carangidae en el orden de los Perciformes.

## Morfología
Los machos pueden llegar alcanzar los 124 cm de longitud total y los 32 kg de peso.

## Distribución geográfica
Se encuentra en las  costas del  Atlántico oriental (desde Portugal hasta Angola, incluyendo el oeste del Mar Mediterráneo) y del  Atlántico occidental (desde Nueva Escocia y norte del Golfo de México hasta el Uruguay ).